# Найкращий фільм
«Найкращий фільм» (рос. Самый лучший фильм) — кінокомедія, знята каналом ТНТ і Comedy Club. Дата появи фільму — 27 грудня 2007 року, але в прокат він вийшов 24 січня 2008-го. Хоча «Найкращий фільм» має свою специфічну сюжетну лінію, в нього закладено безліч пародійних перегуків з іншими фільмами, головним чином російського виробництва, такими як «Нічний дозор», «Денний дозор», «9 рота», «Навіть не думай!», «Спека», «Бій з тінню» і серіали — «Бригада», «Далекобійники», «Моя прекрасна нянька». Також пародіюється тема джедаїв з американських «Зоряних війн», фільм «Укурені» і кінотрилогія «Матриця». Це робить його схожим на такі фільми, як «Дуже епічне кіно» і «Дуже страшне кіно».

## Касові збори
Під час показу в Україні, що розпочався 24 січня 2008 року, протягом перших вихідних фільм демонстрували на 88 екранах, що дозволило йому зібрати $1,339,155 і посісти 1 місце в кінопрокаті того тижня. Фільм залишився на першій сходинці українського кінопрокату наступного тижня, хоч вже демонструвався на 90 екранах і зібрав за ті вихідні ще $433,604. Загалом фільм в кінопрокаті України пробув 10 тижнів і зібрав $2,443,567, посівши 3 місце серед найбільш касових фільмів 2008 року.